# Коноплёв, Виктор Вячеславович
Виктор Вячеславович Коноплёв (до 1959 года носил фамилию отчима Полевой; род. 1 июня 1938, Москва, СССР) — советский пловец, пятикратный чемпион СССР, чемпион Европы. Почётный мастер спорта СССР. Кандидат педагогических наук (1968). Доцент (1982). Награждён медалью «Ветеран труда» (1987). 

## Биография
Родился 1 июня 1938 года в Москве. Начал заниматься плаванием в возрасте 13 лет у Лидии Соболевой. С 1956 года тренировался под руководством Нины Нестеровой. 
В конце 1950-х и начале 1960-х годов был одним из ведущих советских пловцов вольного стиля, шесть раз становился чемпионом СССР на дистанции 100 м (1961—1963), в эстафете 4×200 метров (1961, 1963), а также в комбинированной эстафете 4×100 м (1960). В 1958 году на чемпионате Европы в Будапеште завоевал серебряную медаль на дистанции 100 метров и золотую – в комбинированной эстафете 4×100 м. В 1962 году на чемпионате Европы в Лейпциге стал серебряным призёром в комбинированной эстафете 4×100 м.
В 1963 году окончил ГЦОЛИФК. В 1964 году завершил свою спортивную карьеру. В дальнейшем занимался преподавательской и научной деятельностью в Московском инженерно-строительном институте (1970—1971, 1976—1979), Институте медико-биологических проблем (1971—1973), Всесоюзном научно-исследовательском институте физической культуры (1973—1976) и Московском институте народного хозяйства (1979—1994). В 1973—1976 годах руководил научно-методическим и медицинским обеспечением сборной команды СССР по плаванию.